# Grünes Seeohr
Das Grüne Seeohr oder Gemeine Seeohr (Haliotis tuberculata) ist eine marine Schneckenart aus der Familie der Seeohren, die im Ostatlantik und im Mittelmeer lebt. Sie wird in ihrem Verbreitungsgebiet als Meeresfrucht gesammelt und ist stellenweise wegen Übernutzung gefährdet.

## Merkmale
Das ohrförmige, flache Gehäuse erreicht bei ausgewachsenen Haliotis tuberculata eine Länge von etwa 10 cm und eine Breite von rund 6,5 cm. Die einzelnen Windungen nehmen sehr schnell an Breite zu, so dass der größte Teil des Gehäuses aus der letzten halben Windung besteht. Am äußeren Rand der Schale befindet sich eine Reihe von 5 bis 7 leicht erhabenen Löchern, durch welche vom Mantel aus kurze Siphonen das Atemwasser nach außen leiten. Beim Wachstum bildet die Schnecke am neuen Gehäuseabschnitt ein weiteres Loch, während alte Löcher verschlossen werden. Die Außenseite der Schale ist grün, graubraun oder rötlich. Wie bei anderen Seeohren befindet sich an der Innenseite der Schale Perlmutt. Um Fremdkörper herum vermag die Schnecke Perlen zu bilden. Ein Operculum fehlt.
Die Schnecke ist schwarz. Das zwischen Fuß und Mantel gelegene Epipodium ist mit zahlreichen grünlichen, tentakelartigen Fortsätzen versehen.
Die Außenseite der Schale ist in der Regel mit zahlreichen inkrustierenden Organismen bewachsen wie z. B. mit Moostierchen, Hydrozoen oder Algen, was zur Tarnung der Schnecke beiträgt.

## Verbreitung und Lebensweise
Das Grüne Seeohr kommt im Mittelmeer sowie an der afrikanischen und europäischen Küste des Atlantischen Ozeans von den Kanarischen Inseln bis zu den Kanalinseln im Ärmelkanal vor. Es lebt vom flachen Wasser der Gezeitenzone bis in etwa 25 Meter Tiefe auf felsigem Untergrund, wo es sich am harten Substrat festsaugen kann, aber auch in Seegraswiesen, meist unter Steinen. Die Schnecke weidet die Algen vom Untergrund ab, vorzugsweise Grünalgen wie Meersalat, aber auch Rotalgen, darunter Jania rubens. Die Nahrung beeinflusst die Gehäusefärbung.

## Lebenszyklus
Das Grüne Seeohr ist getrenntgeschlechtlich mit äußerer Befruchtung. Die Geschlechtsreife wird von den Männchen im Alter von etwa 2 Jahren bei einer Gehäuselänge von 2,5 bis 4 cm und von den Weibchen im Alter von etwa 3 Jahren bei einer Gehäuselänge von 3,8 bis 5,4 cm erreicht. Im Spätsommer werden die Eier und Spermien ins freie Wasser abgegeben, wo die Befruchtung stattfindet. Aus den etwa 200 µm großen Eizellen bilden sich nach der Befruchtung innerhalb von 12 Stunden über ein kurzes Trochophora-Stadium frei schwimmende Veliger-Larven, die bis zur Metamorphose zur kriechenden Schnecke ein pelagisches Leben führen.

## Das Grüne Seeohr als Meeresfrucht
Das Grüne Seeohr wird wegen seines Fleisches gesammelt und als Delikatesse verkauft. Seit der zweiten Hälfte des 19. Jahrhunderts haben die Bestände durch Übernutzung stark abgenommen. In britischen Gewässern dürfen nur Seeohren ab 9 cm Länge und nur in den Monaten Januar bis April zu Neumond und den folgenden zwei Tagen gesammelt werden.